# Gesamtgläubiger
Gesamtgläubiger ist ein Begriff aus dem deutschen Schuldrecht und bezeichnet eine Mehrheit von Gläubigern, die eine Leistung in der Weise zu fordern berechtigt sind, dass jeder die ganze Leistung an sich fordern kann, der Schuldner sie aber nur einmal bewirken muss (§ 428 BGB). Schulden mehrere eine Leistung in der Weise, dass jeder die ganze Leistung zu bewirken verpflichtet, der Gläubiger aber die Leistung nur einmal zu fordern berechtigt ist, spricht man von Gesamtschuld (§ 421 BGB).

## Bedeutung
Die Gesamtgläubigerschaft kann durch Vertrag oder gesetzlich entstehen. Sie ist sowohl bei schuldrechtlichen als auch bei dinglichen Ansprüchen möglich, beispielsweise dem Anspruch auf Übergabe und Übereignung eines Gemäldes (§ 929 BGB).
Der Schuldner kann sich nach seinem Belieben aussuchen, an welchen Gläubiger er die Leistung erbringt. Wird die geschuldete Leistung an einen der Gläubiger bewirkt, so erlischt sie allen Gläubigern gegenüber (§ 362 Abs. 1 BGB). In welcher Höhe der Leistungsempfänger seinen Mitgläubigern zum Ausgleich verpflichtet ist, bestimmt sich grundsätzlich nach den Vereinbarungen im Innenverhältnis. Für den Fall, dass keine Vereinbarung vorliegt, bestimmt § 430 BGB, dass die Gesamtgläubiger zu gleichen Anteilen berechtigt sind. Im Innenverhältnis tragen die anderen Gläubiger das Insolvenzrisiko des Leistungsempfängers.
Die Gesamtgläubigerschaft kommt deshalb in der Praxis nur selten vor. Ein Anwendungsfall sind die sogenannten Oder-Konten von Eheleuten, bei denen mit der Bank vereinbart wurde, dass jeder für sich allein über das Guthaben verfügen kann. Die Bank darf daher das gesamte Guthaben an den einen oder den anderen Ehegatten auszahlen.
Gesetzlich angeordnet wird sie nur in § 2151 Abs. 3 BGB. Ist jemand mit einem Vermächtnis beschwert und hat der Erblasser nicht selbst bestimmt, wer von den mehreren das Vermächtnis erhalten soll, so sind die Bedachten im Verhältnis zum Beschwerten kraft Gesetzes Gesamtgläubiger. Jeder Bedachte kann von dem Beschwerten die Erklärung verlangen, ihn zu bedenken.
Ist zusammen veranlagten Ehegatten gem. § 37 Abs. 2 der Abgabenordnung Einkommensteuer zu erstatten, sind die Eheleute in Bezug auf den Erstattungsanspruch dagegen keine Gesamtgläubiger, selbst wenn sie als Gesamtschuldner die überzahlte Steuer geschuldet hatten. Die Höhe des Erstattungsanspruchs jedes Ehegatten bestimmt sich vielmehr nach dem Verhältnis der bei den Ehegatten jeweils einbehaltenen Abzugsbeträge.

## Weitere Gläubigermehrheiten
Hauptformen der Gläubigermehrheit sind die Teil- und die Mitgläubigerschaft. Die Abgrenzung entscheidet sich danach, ob die Forderung teilbar ist. Die Forderung muss zunächst im natürlich-wirtschaftlichen Sinn teilbar sein. Außerdem kommt es nach herrschender Ansicht auch noch auf die rechtliche Teilbarkeit in Ansehung des Innenverhältnisses der Gläubiger an.

### Teilgläubigerschaft
Haben mehrere eine teilbare Leistung zu fordern, so ist jeder Gläubiger nur zu einem Anteil berechtigt. Bei der Teilgläubigerschaft steht jedem Gläubiger ein eigenes, unabhängiges Forderungsrecht in Höhe seines Anteils gegen den Schuldner zu. Die Größe des Anteils richtet sich dabei insbesondere nach den getroffenen Vereinbarungen, im Zweifel nach § 420 BGB (Beteiligung zu gleichen Teilen). Eines Ausgleichs im Innenverhältnis bedarf es nicht, weil jeder Gläubiger von vornherein nur den ihm zustehenden Teil der Leistung fordern kann.
Da jedem Gläubiger ein eigenes Forderungsrecht gegen den Schuldner zusteht, kann jeder Gläubiger über sein Forderungsrecht verfügen und beispielsweise dem Schuldner seinen Teil der Schuld erlassen, nicht jedoch mit Wirkung für die anderen Gläubiger vom Gesamtvertrag zurücktreten. Das Rücktrittsrecht kann nur von allen Gläubigern gemeinsam ausgeübt werden, die den Vertrag ja auch gemeinsam im Hinblick auf die Beteiligung aller anderen begründet hatten (§ 351 BGB). Gegebenenfalls ist durch Auslegung zu ermitteln, ob überhaupt eine Teilgläubigerschaft gewollt war oder voneinander getrennte Verträge.

### Gläubigergemeinschaft
Der häufigste Fall einer Gläubigermehrheit ist die Gläubigergemeinschaft (auch Mitgläubigerschaft), bei der die Gläubiger eine Gesamthands- oder Bruchteilsgemeinschaft (§ 741 BGB) bilden. Der Schuldner kann mit befreiender Wirkung nur an alle Gläubiger gemeinsam leisten, der einzelne Gläubiger nur Leistung an alle fordern (§ 432 BGB). Das ist bei Forderungen der Fall, die nur gemeinschaftlich verwaltet und geltend gemacht werden können (§ 744, § 747 BGB,  § 2039 BGB).

#### Beispiele
Die h.M. in Rechtsprechung und Literatur nimmt für Geldforderung wie die Kaufpreisforderung an, dass sie zwar im natürlichen, aber nicht im rechtlich Sinn teilbar ist. Beim Verkauf eines Grundstückes durch Bruchteilseigentümer besteht danach im Außenverhältnis Mitgläubigerschaft nach § 432 BGB an, im Innenverhältnis hingegen eine Berechtigung nach Bruchteilen (§§ 741 ff. BGB). Dasselbe gilt für Zahlungsansprüche mehrerer Bruchteilseigentümer als Vermieter sowie den Erwerb eines Grundstückes durch mehrere Beteiligte zu Miteigentum.
Klagt nur ein Mitgläubiger, so handelt er in Prozessstandschaft für die übrigen Mitgläubiger und muss seinen Klageantrag entsprechend formulieren.